# HD142096
HD142096 — хімічно пекулярна зоря спектрального класу B3, що має видиму зоряну величину в смузі V приблизно  5,0. Вона знаходиться у сузір'ї Терези й розташована на відстані близько 356,5 світлових років від Сонця.

## Пекулярний хімічний склад
HD142096 належить до Хімічно пекулярних зір з пониженим вмістом гелію й в її зоряній атмосфері спостерігається нестача He у порівнянні з його вмістом в атмосфері Сонця.